# Grand Prix Kanady 2014
Grand Prix Kanady 2014 (oficjalnie Formula 1 Grand Prix du Canada 2014) – siódma eliminacja Mistrzostw Świata Formuły 1 w sezonie 2014.

## Lista startowa
Źródło: Wyprzedź Mnie!
Na niebieskim tle kierowcy biorący udział jedynie w piątkowych treningach
| Nr | Kierowca          | Zespół                        | Samochód               | Silnik                         | Opony |
| -- | ----------------- | ----------------------------- | ---------------------- | ------------------------------ | ----- |
| 1  | Sebastian Vettel  | Infiniti Red Bull Racing      | Red Bull RB10          | Renault Energy F1-2014 1.6T V6 | P     |
| 3  | Daniel Ricciardo  | Infiniti Red Bull Racing      | Red Bull RB10          | Renault Energy F1-2014 1.6T V6 | P     |
| 4  | Max Chilton       | Marussia F1 Team              | Marussia MR03          | Ferrari 059/3 1.6T V6          | P     |
| 6  | Nico Rosberg      | Mercedes AMG Petronas F1 Team | Mercedes F1 W05 Hybrid | Mercedes-Benz PU106A 1.6T V6   | P     |
| 7  | Kimi Räikkönen    | Scuderia Ferrari              | Ferrari F14 T          | Ferrari 059/3 1.6T V6          | P     |
| 8  | Romain Grosjean   | Lotus F1 Team                 | Lotus E22              | Renault Energy F1-2014 1.6T V6 | P     |
| 9  | Marcus Ericsson   | Caterham F1 Team              | Caterham CT05          | Renault Energy F1-2014 1.6T V6 | P     |
| 10 | Kamui Kobayashi   | Caterham F1 Team              | Caterham CT05          | Renault Energy F1-2014 1.6T V6 | P     |
| 11 | Sergio Pérez      | Sahara Force India F1 Team    | Force India VJM07      | Mercedes-Benz PU106A 1.6T V6   | P     |
| 13 | Pastor Maldonado  | Lotus F1 Team                 | Lotus E22              | Renault Energy F1-2014 1.6T V6 | P     |
| 14 | Fernando Alonso   | Scuderia Ferrari              | Ferrari F14 T          | Ferrari 059/3 1.6T V6          | P     |
| 17 | Jules Bianchi     | Marussia F1 Team              | Marussia MR03          | Ferrari 059/3 1.6T V6          | P     |
| 19 | Felipe Massa      | Williams Martini Racing       | Williams FW36          | Mercedes-Benz PU106A 1.6T V6   | P     |
| 20 | Kevin Magnussen   | McLaren Mercedes              | McLaren MP4-29         | Mercedes-Benz PU106A 1.6T V6   | P     |
| 21 | Esteban Gutiérrez | Sauber F1 Team                | Sauber C33             | Ferrari 059/3 1.6T V6          | P     |
| 22 | Jenson Button     | McLaren Mercedes              | McLaren MP4-29         | Mercedes-Benz PU106A 1.6T V6   | P     |
| 25 | Jean-Éric Vergne  | Scuderia Toro Rosso           | Toro Rosso STR9        | Renault Energy F1-2014 1.6T V6 | P     |
| 26 | Daniił Kwiat      | Scuderia Toro Rosso           | Toro Rosso STR9        | Renault Energy F1-2014 1.6T V6 | P     |
| 27 | Nico Hülkenberg   | Sahara Force India F1 Team    | Force India VJM07      | Mercedes-Benz PU106A 1.6T V6   | P     |
| 44 | Lewis Hamilton    | Mercedes AMG Petronas F1 Team | Mercedes F1 W05 Hybrid | Mercedes-Benz PU106A 1.6T V6   | P     |
| 45 | Alexander Rossi   | Caterham F1 Team              | Caterham CT05          | Renault Energy F1-2014 1.6T V6 | P     |
| 77 | Valtteri Bottas   | Williams Martini Racing       | Williams FW36          | Mercedes-Benz PU106A 1.6T V6   | P     |
| 99 | Adrian Sutil      | Sauber F1 Team                | Sauber C33             | Ferrari 059/3 1.6T V6          | P     |
| Nr | Kierowca          | Zespół                        | Samochód               | Silnik                         | Opony |

## Wyniki

### Sesje treningowe
Źródło: Wyprzedź Mnie!
| Sesja | Nr | Kierowca        | Konstruktor | Czas     | Okr. |
| ----- | -- | --------------- | ----------- | -------- | ---- |
| 1     | 14 | Fernando Alonso | Ferrari     | 1:17,238 | 21   |
| 2     | 44 | Lewis Hamilton  | Mercedes    | 1:16,118 | 42   |
| 3     | 44 | Lewis Hamilton  | Mercedes    | 1:15,610 | 18   |

### Kwalifikacje
Źródło: Wyprzedź Mnie!
| Poz.                                                  | Nr | Kierowca          | Konstruktor          | Q1       | Q2       | Q3       | Poz. s.     |
| ----------------------------------------------------- | -- | ----------------- | -------------------- | -------- | -------- | -------- | ----------- |
| 1                                                     | 6  | Nico Rosberg      | Mercedes             | 1:16,471 | 1:15,289 | 1:14,874 | 1           |
| 2                                                     | 44 | Lewis Hamilton    | Mercedes             | 1:15,750 | 1:15,054 | 1:14,953 | 2           |
| 3                                                     | 1  | Sebastian Vettel  | Red Bull–Renault     | 1:17,470 | 1:16,109 | 1:15,548 | 3           |
| 4                                                     | 77 | Valtteri Bottas   | Williams–Mercedes    | 1:16,772 | 1:15,806 | 1:15,550 | 4           |
| 5                                                     | 19 | Felipe Massa      | Williams–Mercedes    | 1:16,666 | 1:15,773 | 1:15,578 | 5           |
| 6                                                     | 3  | Daniel Ricciardo  | Red Bull–Renault     | 1:17,113 | 1:15,897 | 1:15,589 | 6           |
| 7                                                     | 14 | Fernando Alonso   | Ferrari              | 1:17,010 | 1:16,131 | 1:15,814 | 7           |
| 8                                                     | 25 | Jean-Éric Vergne  | Toro Rosso–Renault   | 1:17,178 | 1:16,255 | 1:16,162 | 8           |
| 9                                                     | 22 | Jenson Button     | McLaren–Mercedes     | 1:16,631 | 1:16,214 | 1:16,182 | 9           |
| 10                                                    | 7  | Kimi Räikkönen    | Ferrari              | 1:17,013 | 1:16,245 | 1:16,214 | 10          |
| 11                                                    | 27 | Nico Hülkenberg   | Force India–Mercedes | 1:16,897 | 1:16,300 | –        | 11          |
| 12                                                    | 20 | Kevin Magnussen   | McLaren-Mercedes     | 1:16,446 | 1:16,310 | –        | 12          |
| 13                                                    | 11 | Sergio Pérez      | Force India–Mercedes | 1:18,235 | 1:16,472 | –        | 13          |
| 14                                                    | 8  | Romain Grosjean   | Lotus–Renault        | 1:17,732 | 1:16,687 | –        | 14          |
| 15                                                    | 26 | Daniił Kwiat      | Toro Rosso–Renault   | 1:16,938 | 1:16,713 | –        | 15          |
| 16                                                    | 99 | Adrian Sutil      | Sauber–Ferrari       | 1:17,519 | 1:17,314 | –        | 16          |
| 17                                                    | 13 | Pastor Maldonado  | Lotus–Renault        | 1:18,328 | –        | –        | 17          |
| 18                                                    | 4  | Max Chilton       | Marussia–Ferrari     | 1:18,348 | –        | –        | 18          |
| 19                                                    | 17 | Jules Bianchi     | Marussia–Ferrari     | 1:18,359 | –        | –        | 19          |
| 20                                                    | 10 | Kamui Kobayashi   | Caterham–Renault     | 1:19,278 | –        | –        | 20          |
| 21                                                    | 9  | Marcus Ericsson   | Caterham–Renault     | 1:19,820 | –        | –        | 21          |
| Nie wystartowali / niedopuszczeni do ponownego startu |    |                   |                      |          |          |          |             |
|                                                       | 21 | Esteban Gutiérrez | Sauber–Ferrari       | –        | –        | –        | [ a ] [ 4 ] |

### Wyścig
Źródło: Wyprzedź Mnie!
| P                 | + / –     | Nr | Kierowca          | Konstruktor          | Okr. | Czas / Strata                       | Komentarz |
| ----------------- | --------- | -- | ----------------- | -------------------- | ---- | ----------------------------------- | --------- |
| 1                 | 5         | 3  | Daniel Ricciardo  | Red Bull–Renault     | 70   | 1h39m12,830                         |           |
| 2                 | 1         | 6  | Nico Rosberg      | Mercedes             | 70   | +0:04,236                           |           |
| 3                 | Bez zmian | 1  | Sebastian Vettel  | Red Bull–Renault     | 70   | +0:05,247                           |           |
| 4                 | 5         | 22 | Jenson Button     | McLaren–Mercedes     | 70   | +0:11,755                           |           |
| 5                 | 6         | 27 | Nico Hülkenberg   | Force India–Mercedes | 70   | +0:12,843                           |           |
| 6                 | 1         | 14 | Fernando Alonso   | Ferrari              | 70   | +0:14,869                           |           |
| 7                 | 3         | 77 | Valtteri Bottas   | Williams–Mercedes    | 70   | +0:23,578                           |           |
| 8                 | Bez zmian | 25 | Jean-Éric Vergne  | Toro Rosso–Renault   | 70   | +0:28,026                           |           |
| 9                 | 3         | 20 | Kevin Magnussen   | McLaren–Mercedes     | 70   | +0:29,254                           |           |
| 10                | Bez zmian | 7  | Kimi Räikkönen    | Ferrari              | 70   | +0:53,678                           |           |
| 11                | 2         | 11 | Sergio Pérez      | Force India–Mercedes | 69   | kolizja z Massą                     |           |
| 12                | 7         | 19 | Felipe Massa      | Williams–Mercedes    | 69   | kolizja z Pérezem                   |           |
| 13                | 3         | 99 | Adrian Sutil      | Sauber–Ferrari       | 69   | +1 okr. (109,540)                   |           |
| 14                | 8         | 21 | Esteban Gutiérrez | Sauber–Ferrari       | 54   | awaria systemu odzyskiwania energii |           |
| Niesklasyfikowani |           |    |                   |                      |      |                                     |           |
|                   |           | 8  | Romain Grosjean   | Lotus–Renault        | 59   | uszkodzone tylne skrzydło           |           |
|                   |           | 26 | Daniił Kwiat      | Toro Rosso–Renault   | 47   | awaria jednostki napędowej          |           |
|                   |           | 44 | Lewis Hamilton    | Mercedes             | 46   | awaria hamulców                     |           |
|                   |           | 10 | Kamui Kobayashi   | Caterham–Renault     | 23   | awaria zawieszenia                  |           |
|                   |           | 13 | Pastor Maldonado  | Lotus–Renault        | 21   | awaria jednostki napędowej          |           |
|                   |           | 9  | Marcus Ericsson   | Caterham–Renault     | 7    | awaria jednostki napędowej          |           |
|                   |           | 4  | Max Chilton       | Marussia–Ferrari     | 0    | kolizja z Bianchim                  |           |
|                   |           | 17 | Jules Bianchi     | Marussia–Ferrari     | 0    | kolizja z Chiltonem                 |           |
| P                 | + / –     | Nr | Kierowca          | Konstruktor          | Okr. | Czas / Strata                       | Komentarz |

### Najszybsze okrążenie
Źródło: Wyprzedź Mnie!
| Nr | Kierowca     | Konstruktor | Czas     | Okr. |
| -- | ------------ | ----------- | -------- | ---- |
| 19 | Felipe Massa | Williams    | 1:18,504 | 58   |

## Prowadzenie w wyścigu
Źródło: Racing–Reference.info
| Nr                              | Kierowca         | Okrążenia          | Suma |
| ------------------------------- | ---------------- | ------------------ | ---- |
| 6                               | Nico Rosberg     | 1-17, 18-43, 47-67 | 61   |
| 5                               | Daniel Ricciardo | 67-70              | 4    |
| 44                              | Lewis Hamilton   | 17-18, 43-45       | 3    |
| 19                              | Felipe Massa     | 45-47              | 2    |
| \| Wykres \| \| ------ \| \| \| |                  |                    |      |
| Wykres                          |                  |                    |      |
|                                 |                  |                    |      |

## Klasyfikacja po wyścigu

### Kierowcy
| P  | +/− | Kierowca          | Starty | Punkty | P1 | P2 | P3 | PP | NO | NS |
| -- | --- | ----------------- | ------ | ------ | -- | -- | -- | -- | -- | -- |
| 1  | 0   | Nico Rosberg      | 7      | 140    | 2  | 5  | –  | 3  | 3  | –  |
| 2  | 0   | Lewis Hamilton    | 7      | 118    | 4  | 1  | –  | 4  | 1  | 2  |
| 3  | +1  | Daniel Ricciardo  | 7      | 79     | 1  | –  | 2  | –  | –  | 2  |
| 4  | −1  | Fernando Alonso   | 7      | 69     | –  | –  | 1  | –  | –  | –  |
| 5  | +1  | Sebastian Vettel  | 7      | 60     | –  | –  | 2  | –  | 1  | 2  |
| 6  | −1  | Nico Hülkenberg   | 7      | 57     | –  | –  | –  | –  | –  | –  |
| 7  | +1  | Jenson Button     | 7      | 43     | –  | –  | 1  | –  | –  | –  |
| 8  | −1  | Valtteri Bottas   | 7      | 40     | –  | –  | –  | –  | –  | 1  |
| 9  | 0   | Kevin Magnussen   | 7      | 23     | –  | 1  | –  | –  | –  | 1  |
| 10 | 0   | Sergio Pérez      | 6      | 20     | –  | –  | 1  | –  | –  | 1  |
| 11 | 0   | Felipe Massa      | 7      | 18     | –  | –  | –  | –  | 1  | 1  |
| 12 | 0   | Kimi Räikkönen    | 7      | 18     | –  | –  | –  | –  | 1  | –  |
| 13 | 0   | Romain Grosjean   | 7      | 8      | –  | –  | –  | –  | –  | 3  |
| 14 | 0   | Jean-Éric Vergne  | 7      | 8      | –  | –  | –  | –  | –  | 4  |
| 15 | 0   | Daniił Kwiat      | 7      | 4      | –  | –  | –  | –  | –  | 2  |
| 16 | 0   | Jules Bianchi     | 7      | 2      | –  | –  | –  | –  | –  | 3  |
| 17 | +1  | Adrian Sutil      | 7      | 0      | –  | –  | –  | –  | –  | 4  |
| 18 | −1  | Marcus Ericsson   | 7      | 0      | –  | –  | –  | –  | –  | 3  |
| 19 | 0   | Esteban Gutiérrez | 7      | 0      | –  | –  | –  | –  | –  | 3  |
| 20 | 0   | Max Chilton       | 7      | 0      | –  | –  | –  | –  | –  | 1  |
| 21 | 0   | Kamui Kobayashi   | 7      | 0      | –  | –  | –  | –  | –  | 3  |
| 22 | 0   | Pastor Maldonado  | 6      | 0      | –  | –  | –  | –  | –  | 3  |
| P  | +/− | Kierowca          | Starty | Punkty | P1 | P2 | P3 | PP | NO | NS |

### Konstruktorzy
| P  | +/− | Konstruktor          | Starty | Punkty | P1 | P2 | P3 | PP | NO | NS |
| -- | --- | -------------------- | ------ | ------ | -- | -- | -- | -- | -- | -- |
| 1  | 0   | Mercedes             | 14     | 258    | 6  | 6  | –  | 7  | 4  | 2  |
| 2  | 0   | Red Bull–Renault     | 14     | 139    | 1  | –  | 4  | –  | 1  | 4  |
| 3  | 0   | Ferrari              | 14     | 87     | –  | –  | 1  | –  | 1  | –  |
| 4  | 0   | Force India–Mercedes | 13     | 77     | –  | –  | 1  | –  | –  | 1  |
| 5  | 0   | McLaren–Mercedes     | 14     | 66     | –  | 1  | 1  | –  | –  | 1  |
| 6  | 0   | Williams–Mercedes    | 14     | 58     | –  | –  | –  | –  | 1  | 2  |
| 7  | +1  | Toro Rosso–Renault   | 14     | 12     | –  | –  | –  | –  | –  | 6  |
| 8  | −1  | Lotus–Renault        | 13     | 8      | –  | –  | –  | –  | –  | 6  |
| 9  | 0   | Marussia–Ferrari     | 14     | 2      | –  | –  | –  | –  | –  | 4  |
| 10 | 0   | Sauber–Ferrari       | 14     | 0      | –  | –  | –  | –  | –  | 7  |
| 11 | 0   | Caterham–Renault     | 14     | 0      | –  | –  | –  | –  | –  | 6  |
| P  | +/− | Konstruktor          | Starty | Punkty | P1 | P2 | P3 | PP | NO | NS |